# 중화인민공화국의 텔레비전 드라마 목록
다음은 중화인민공화국의 텔레비전 드라마 목록이다.

## 가나다순
- 중화인민공화국의 텔레비전 드라마 목록/ㄱ
- 중화인민공화국의 텔레비전 드라마 목록/ㄴ
- 중화인민공화국의 텔레비전 드라마 목록/ㄷ
- 중화인민공화국의 텔레비전 드라마 목록/ㄹ
- 중화인민공화국의 텔레비전 드라마 목록/ㅁ
- 중화인민공화국의 텔레비전 드라마 목록/ㅂ
- 중화인민공화국의 텔레비전 드라마 목록/ㅅ
- 중화인민공화국의 텔레비전 드라마 목록/ㅇ
- 중화인민공화국의 텔레비전 드라마 목록/ㅈ
- 중화인민공화국의 텔레비전 드라마 목록/ㅊ
- 중화인민공화국의 텔레비전 드라마 목록/ㅋ
- 중화인민공화국의 텔레비전 드라마 목록/ㅌ
- 중화인민공화국의 텔레비전 드라마 목록/ㅍ
- 중화인민공화국의 텔레비전 드라마 목록/ㅎ

## 기타
- 중화인민공화국의 텔레비전 드라마 목록/연대별

## 같이 보기
- 중화인민공화국의 텔레비전 드라마
- 중화인민공화국의 영화